# 좌도와 우도
좌도(左道, 영어: Left-Hand Path, 산스크리트어: Vāmamārga 바마마르가)와 우도(右道, 영어: Right-Hand Path, 산스크리트어: Dakṣiṇācāra 닥시나카라)는 은비학, 밀교 따위에서 마술 등의 행위를 나누는 이분법이다.

## 선악의 구분과는 별개
일각에서는 좌도가 사악한 것(흑마술)이고 우도가 선량한 것(백마술)이라고 한다.:152 또다른 은비학자들은 좌도와 우도는 서로 다른 원리를 의미할 뿐 선악의 구분은 아니라고 한다.:176 좌도와 우도라는 말은 인도에서 유래되었으며, 근현대 서양 밀교에서 좌도와 우도를 선악 개념으로 이해하는 구도는 인도에서 이 개념을 처음 수입해 온 헬레나 블라바츠키가 퍼뜨린 것이다.
국내에서는 보통 《민족비전 정신수련법》에 설명된 분류 방식을 준용한다.

## 우도방
- 염력
- 기공 (대체 의학)

## 좌도방
- 기도
- 부적

## 같이 보기
- 인민의 아편
- 인신공양